# Rodman Teltull
Rodman Teltull (Koror, 29 gennaio 1994) è un ex velocista palauano.

## Biografia
È stato portabandiera della delegazione nazionale ai Giochi olimpici di Londra 2012 nel corso della cerimonia d'apertura. Ha, inoltre preso parte all'edizione di Rio de Janeiro 2016.

## Record nazionali
- 100 metri piani: 10"52 ( Suva, 8 luglio 2016)
- 200 metri piani: 21"84 ( Brisbane, 8 marzo 2015)
- 60 metri piani indoor: 6"94 ( Portland, 18 marzo 2016)
- 200 metri piani indoor: 23"20 ( Charleston, 16 febbraio 2018)

## Palmarès
| Anno | Manifestazione               | Sede           | Evento      | Risultato   | Prestazione | Note                          |
| ---- | ---------------------------- | -------------- | ----------- | ----------- | ----------- | ----------------------------- |
| 2010 | Mondiali juniores            | Moncton        | 100 m piani | Batteria    | 11"47       |                               |
| 2010 | Giochi olimpici giovanili    | Singapore      | 100 m piani | 25º         | 11"45       |                               |
| 2010 | Campionati oceaniani         | Cairns         | 100 m piani | Batteria    | 11"56       |                               |
| 2010 | Campionati oceaniani         | Cairns         | 200 m piani | Batteria    | 23"11       |                               |
| 2010 | Campionati oceaniani         | Cairns         | 4×100 m     | 5º          | 44"22       |                               |
| 2011 | Mondiali                     | Taegu          | 100 m piani | Preliminare | 11"31       | Miglior prestazione personale |
| 2011 | Campionati oceaniani         | Numea          | 100 m piani | Semifinale  | 11"60       |                               |
| 2011 | Campionati oceaniani         | Numea          | 200 m piani | Batteria    | 23"22       |                               |
| 2011 | Campionati oceaniani         | Numea          | 4×100 m     | 5º          | 43"99       |                               |
| 2011 | Campionati oceaniani         | Apia           | 100 m piani | Semifinale  | 11"54       |                               |
| 2011 | Campionati oceaniani         | Apia           | 200 m piani | Bronzo      | 23"37       |                               |
| 2012 | Mondiali indoor              | Istanbul       | 60 m piani  | Batteria    | 7"20        |                               |
| 2012 | Giochi olimpici              | Londra         | 100 m piani | Preliminare | 11"06       | Miglior prestazione personale |
| 2013 | Mini-Giochi del Sud Pacifico | Mata Utu       | 100 m piani | Semifinale  | 10"87       |                               |
| 2013 | Mini-Giochi del Sud Pacifico | Mata Utu       | 200 m piani | Bronzo      | 22"07       |                               |
| 2015 | Campionati oceaniani         | Cairns         | 100 m piani | Semifinale  | 12"51       |                               |
| 2015 | Campionati oceaniani         | Cairns         | 4×100 m     | 7º          | 43"12       |                               |
| 2015 | Giochi del Pacifico          | Port Moresby   | 100 m piani | Argento     | 10"72       |                               |
| 2015 | Mondiali                     | Pechino        | 100 m piani | Batteria    | 10"72       |                               |
| 2016 | Mondiali indoor              | Portland       | 60 m piani  | Batteria    | 6"94        |                               |
| 2016 | Giochi olimpici              | Rio de Janeiro | 100 m piani | Batteria    | 10"64       |                               |

## Altre competizioni internazionali
2016
- ai Campionati melanesiani ( Suva), 100 m piani - 10"64

2018
- ai Campionati melanesiani ( Yap), 100 m piani - 11"10